# عبد المعطي أبو زيد
عبد المعطي أبو زيد (1943-2023) فنان تشكيلي فلسطيني، من مواليد حيفا عام 1943، هاجر إلى دمشق بعد النكبة عام 1948 وأصبح أحد رواد الفن الفلسطيني المعاصر. استخدم الرسم كوسيلة للتعبير عن شعوره تجاه أرضه، مركزاً على الجانب التراثي في أعماله وتعلقه بالأمل وارتباطه كفنان بتراب فلسطين. توفي في 26 فبراير 2023 في سوريا.

## مسيرته
بدأ أبو زيد بتطوير موهبته من خلال رسم مدينة الياسمين بأسلوبه الفريد، وقدم مساهمة جديدة في مرحلة البدايات التي نما فيها خلال فترة دراسته الثانوية، حيث تطورت مهاراته بالتعاون مع طلاب موهوبين تحت إشراف أساتذة متخصصين. وهذا سمح له بتنظيم العديد من المعارض التشكيلية، حيث قدّم تجديدًا خاصًا بالحياة الفلسطينية عبر لوحاته.
ويعد من أبرز المؤسسين لاتحاد الفنانين التشكيليين الفلسطينيين عام 1979، كجهة راعية ومنظمة للحركة التشكيلية داخل الأراضي المحتلة وفي الشتات. وقد لعب دورًا بارزًا في تعزيز الوعي القضية الفلسطينية من خلال فنون التشكيلية.
أبو زيد تنقل خلال مسيرته الفنية بين عدة مدارس، بدءًا من الواقعية التي لم يجد نفسه فيه، مما دفعه لاستكشاف مختلف التجارب الفنية لتشكيل شخصيته. وثقافته العميقة أصبحت أساس عمله الفني، حيث أصبحت اللوحة الفلسطينية محور إبداعه.
ويشير أبو زيد إلى التعاطف الواسع للفنانين الأوروبيين مع القضية الفلسطينية، حيث استضافت دولهم معارض تناولت هذه القضية ورسم أجمل اللوحات عن فلسطين. بفضل هذا التأثير، انتقل الفن التشكيلي الفلسطيني إلى أرجاء العالم، وكان له جمهوره الخاص لأنه نقل بحرفية قضية شعب بأعماله الفنية.

## معارضه
شارك بشكل بارز في معارض جماعية في عدة دول، منها: لبنان، اليمن، الكويت، قطر، الإمارات، الأردن، إيران، الاتحاد السوفيتي السابق، اليونان، البرتغال، الولايات المتحدة، سويسرا، السويد، وإسبانيا. كما شارك في معارض نقابة الفنون الجميلة ووزارة الثقافة في سوريا، وطبع له العديد من اللوحات والملصقات وأغلفة الكتب والبطاقات. بالإضافة إلى ذلك، كان لأبو زيد نشاط فني متعدد المجالات، حيث مارس الرسم والخط والإخراج الصحفي والتصميم. تم تصوير فيلم عن أعماله الفنية وحياته من قبل التلفزيون التشيكي، واختارت مجموعة السينما الفرنسية لوحته "الجذور" كملصق لفيلم "الزيتون". كما نظم معارض فردية تعبرعن قضايا وطنية فلسطينية، ومزج بين دوره كمعلم ومربي وفنان تشكيلي، حيث قام بتأهيل مئات الطلاب في مختلف التخصصات الأكاديمية مثل الطب والهندسة والحقوق والإعلام والفنون بكل أشكالها، وذلك بفضل تفانيه وإبداعه في عمله الفني والتعليمي.

## جوائز
حصل عبد المعطي أبو زيد على عدة جوائز، منها ميدالية ذهبية بينالي الكويت 1986، وبينالي المحبة اللاذقية 1999. وشهادة تقدير من نقابة الفنون الجميلة، وشهادة تقدير من وزارة الثقافة في الجمهورية العربية السورية، وشهادة تكريم من اتحاد المعلمين الفلسطينيين.